# Engelbrekt (Schiff)
Engelbrekt ist ein holzbefeuerter Passagierdampfer aus dem Jahr 1866.

## Geschichte
Das Schiff wurde 1866 für Mora Ångbåts AB auf der Lindholmens Werft in Göteborg gebaut und auf den Namen Mora getauft. Die Mora wurde von der Werft in Teilen zur Endmontage nach Mora geliefert und war für den Verkehr auf den Seen Siljan und Orsasjön und dem Fluss Österdalälven auf der Strecke Mora-Insjön bestimmt, um die alte Prins August zu ersetzen. Die Jungfernfahrt fand im Frühjahr 1867 statt.
1884 wurde die Eisenbahn nach Insjön in Betrieb genommen. Zunächst war das für die Dampfschifffahrt vorteilhaft, weil dadurch die Zahl der Touristen, die in die Gegend des Siljan-Sees wollten, anstieg. 1890 wurde jedoch die Bahnlinie von Falun nach Rättvik in Betrieb genommen und bot 1891 einen Anschluss nach Mora und 1892 nach Orsa. Dadurch verringerte sich die Passagierzahl der Dampfer erheblich.
Die Mora wurde 1902–1903 in der Werft von Övermo drastisch umgebaut, wobei nur der Kiel und die Spanten des älteren Schiffs übernommen wurden. Der Antrieb wurde durch eine 80 PS starke Verbunddampfmaschine der mechanischen Werkstätten von Härnösand ersetzt und das Schiff bekam den Namen Engelbrekt, der sich auf den schwedischen Rebellen Engelbrekt Engelbrektsson bezog.
Das Schiff sank im Winter 1949–1950 im Hafen von Leksand und wurde im Jahr 1952 geborgen. Es wurde dann in Leksand als schwimmendes Sommerhaus ohne Antrieb verwendet und 1996 komplett renoviert. Ab 1996 wurde das Schiff wieder für Passagierfahrten benutzt. Es wird von der Dampfschiffahrtsgesellschaft Ångfartygs AB Engelbrekt betrieben und ist im Besitz des Vereins Skrufångfartyget Engelbrekts Vänförening. Es ist das zweitgrößte historische Passagierschiff Schwedens.
Das Schiff ist niedrig genug, um unter den Eisenbahnbrücken in Leksand und Mora hindurchzufahren, die nur für größere Schiffe geöffnet werden müssen.

## Restaurierung und heutige Nutzung
Der Verein Skrufångfartyget Engelbrekts Vänförening wurde im Jahr 1993 gegründet und erhielt das Schiff von den bisherigen Eigentümern als Geschenk, sowie eine Verbunddampfmaschine des Ketten-Schiffs Ore Elf, die aus dem Schrott gerettet worden war. Die meisten Teile des Rumpfs aus den 1860er Jahren konnten erhalten werden. Nur 70 m² der ursprünglichen Rumpfplatten mussten ersetzt werden, in erster Linie Platten im Bereich des Wechselgangs. Die gesamte Renovierung dauerte nur zwei Jahre. Die Engelbrekt fährt heute im Sommer im Kreuzfahrt-Verkehr für die Dampfschiffahrtsgesellschaft Ångfartygs AB Engelbrekt in Leksand in und einmal pro Woche auch auf der Strecke Leksand-Mora. Es gibt auch Fahrten stromabwärts auf dem Dalälven-Fluss von Leksand nach Grada.

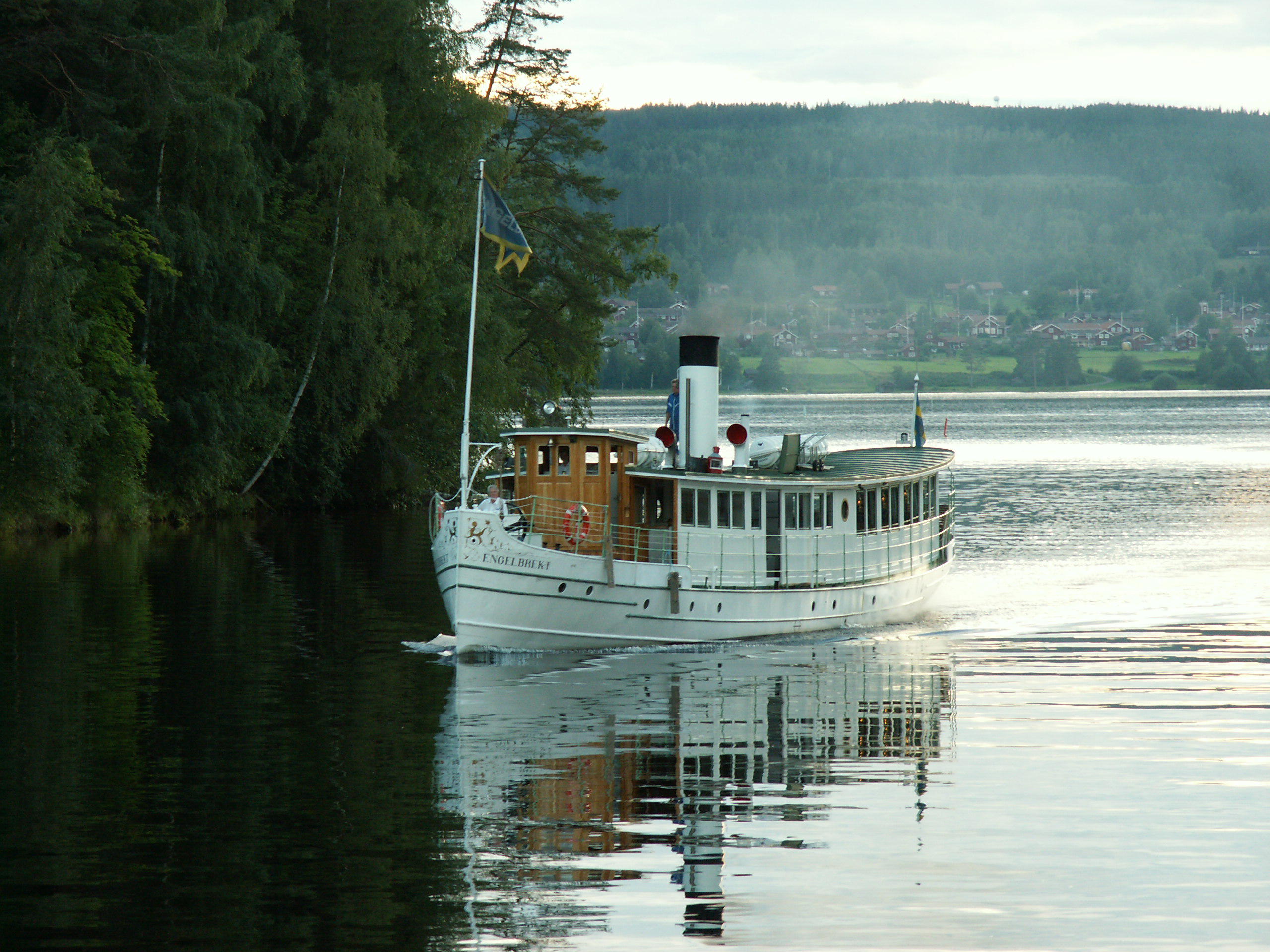
Engelbrekt auf dem Österdalälven-Fluss nach Leksand
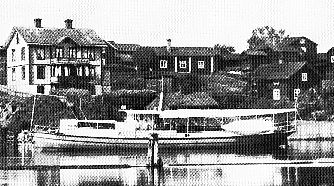
Engelbrekt am Liegeplatz in Leksand, um 1890
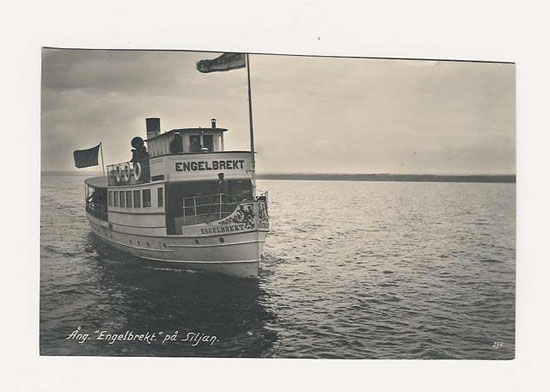
Engelbrekt auf dem Siljan-See, 1941

Das Schiff ist als historisch wertvolles Schiff eingestuft.